# Tiếng Tokelau
Tiếng Tokelau là một ngôn ngữ thuộc họ ngôn ngữ Polynesia và có quan hệ gân gũi với tiếng Samoa và là tiếng Tuvalu.
Có khoảng 1.500 người sử dụng ngôn ngữ này trên các đảo san hô vòng ở Tokelau, và một số cư dân trên đảo Swains của vùng lãnh thổ Samoa thuộc Mỹ lân cận. Tiếng Tokelau là thành viên của nhóm ngôn ngữ Samoa của họ ngôn ngữ Polynesia. Cùng với tiếng Anh, tiếng Tokelau là một ngôn ngữ chính thức tại Tokelau, một lãnh thổ thuộc New Zealand. Ngoài dân số Tokelau, ngôn ngữ này còn được khoảng 2.900 người Tokelau sinh sống tại New Zealand sử dụng.
Mã ISO 639-3 của tiếng Tokelau là tkl.

## Quan hệ với các ngôn ngữ khác
Tiếng Tokelau có thể hiểu lẫn nhau với tiếng Tuvalu, ngôn ngữ chính của đảo quốc láng giếng Tuvalu, và sử dụng văn chương tiếng Samoa. Ngông ngữ này cũng tương tự như tiếng Niuafo'ou ở Tonga.
Tiếng Tokelau viết bằng chữ cái Latinh, và chỉ sử dụng 15 chữ cái: a, e, i, o, u, f, g, k, l, m, n, p, h, t, và v. Trong đó có 5 nguyên âm: a, e, i, o và u; và 10 phụ âm: f, g, k, l, m, n, p, h, t, v.

## Cụm từ
| Tiếng Tokelau              | Tiếng Việt                |
| -------------------------- | ------------------------- |
| Fanatu au là?              | Tôi sẽ đến quá?           |
| Ko toku nena e i Nukunonu. | Bà tôi sống ở Nukunonu.   |
| Malo ni, ea mai koe?       | Xin chào, Bạn khỏe không? |
| Fakafeiloaki               | Greetings                 |
| Tōfā ni                    | Tạm biệt                  |
| Fakafetai                  | Cảm ơn                    |
| E fakafeiloaki atu         | Chúng tôi tuyệt vời       |

### Số
| Số | Tiếng Tokelau | Tiếng Việt |
| -- | ------------- | ---------- |
| 0  | Hēai          | Không      |
| 1  | Tahi          | Một        |
| 2  | Lua           | Hai        |
| 3  | Tolu          | Ba         |
| 4  | Fā            | Bốn        |
| 5  | Lima          | Năm        |
| 6  | Ono           | Sáu        |
| 7  | Fitu          | Bảy        |
| 8  | Valu          | Tám        |
| 9  | Iva           | Chín       |
| 10 | Hefulu        | Mười       |

### Điều kiện ngôn ngữ
Có ba thuật ngữ cho thấy sự phân biệt giữa các giới tính cùng giới tính và giới tính khác nhau: trong ngôn ngữ Tokelauan. Ở Tokelau, thuật ngữ được dịch sang một từ "loạn luân" nhất là holi kāiga được tạo thành từ hai từ: holi có nghĩa là "lướt đi" và cũng có thể "làm hoại diệt" hoặc "vi phạm". Từ Kāiga có nghĩa là 'dòng họ'. Thuật ngữ holi kāiga có thể được áp dụng không chỉ là "mạo phạm thân phận", nhưng trong bất kỳ trường hợp nào, thứ tự của quan hệ họ hàng đã bị thay đổi, ví dụ như một đứa trẻ đang thách thức một người cao tuổi. Tuy nhiên, cách sử dụng phổ biến nhất của ngôn ngữ thuật ngữ này được sử dụng khi nói về quan hệ giữa các cá nhân. Trong ngôn ngữ Tokelauan này, Kāiga có cả tính từ và chức năng ngôn ngữ danh nghĩa:
Khi từ được sử dụng theo danh nghĩa, nó có thể hàm ý một số lượng lớn các đơn vị xã hội khác nhau mà tất cả đều có tổ tiên được chia sẻ. Các ngôn ngữ Tokelau có chứa các thuật ngữ về các mối quan hệ gắn kết, tuy nhiên, không có từ nào có thể được chuyển thể thành 'ái lực'. Thuật ngữ đối nghịch với kāiga ('thân nhân' hay 'liên hệ') là kāiga ('không phải là thân nhân' hoặc 'không liên quan'), và chỉ có những người là kāiga nên kết hôn. Vi phạm mối quan hệ họ hàng thân thiết có nghĩa là vi phạm không chỉ mối quan hệ hiện tại mà toàn thể đã làm.